# Lucas Cornelius Steyn
Lucas Cornelius Steyn (Geluksdam, 21 dicembre 1903 – Pretoria, 28 luglio 1976) è stato un politico sudafricano, Presidente della Corte Suprema del Sudafrica e, in tale funzione, rivestì la carica di Governatore generale in due brevi occasioni nelle quali tale carica restò vacante.

## Biografia
Steyn conseguì la laurea in legge nel 1926 all'università di Stellenbosch, esercitò dal 1928 la professione di avvocato, L'anno seguente ottenne il dottorato in legge.
Dal 1931 al 1933 svolse la funzione di Procuratore generale dell'Africa del Sud-Ovest (allora amministrata dall'Unione Sudafricana), divenendo poi funzionario del Ministero della Giustizia dal 1933 al 1944. Fu poi nominato membro del King's Counsel, ovvero fu nominato consulente legale del Re nel Regno Unito, massima qualifica professionale degli avvocati inglesi.
Dopo la Seconda guerra mondiale fece parte della delegazione sudafricana all'ONU dal 1946 al 1949 mentre nel 1950 fu consigliere legale durante l'udienza della Corte internazionale di giustizia sul rifiuto del Sudafrica di rinunciare all'Africa del Sud-Ovest.
Nel 1951 venne nominato giudice della Corte Suprema, nel 1955 giudice della Corte di Appello e Presidente della Corte Suprema nel 1959. Proprio in questo ruolo rivestì ex officio la carica di Amministratore del Governo, cioè una sorta di sostituto del Governatore generale, quando questa carica rimaneva vacante, in due occasioni: una prima volta nel periodo intercorrente fra la morte del Governatore Dr. Ernest George Jansen e l'insediamento del suo successore Charles Robberts Swart (26 novembre-11 dicembre 1959) e una seconda volta nel periodo fra le dimissioni di Swart come ultimo Governatore e la sua conseguente investitura come primo Presidente Statale del Sudafrica (30 aprile - 31 maggio 1961). In entrambi i casi fu proprio Steyn, in quanto Presidente della Corte Suprema che fece prestare giuramento a Swart prima di entrare in carica.
Nel 1928 sposò Huibrecht van Schoor dal cui matrimonio nacquero due figli.
| Controllo di autorità | VIAF (EN) 9004505 · ISNI (EN) 0000 0000 7904 4962 · LCCN (EN) n90640373 · GND (DE) 1124617655 |